# Cekcyn (plaats)
Cekcyn is een plaats in het Poolse district  Tucholski, woiwodschap Koejavië-Pommeren. De plaats maakt deel uit van de gemeente Cekcyn en telt 1710 inwoners.